# Zsilka János
Zsilka János (Rákoshegy, 1930. június 10. – Budapest, 1999. január 22.) magyar nyelvészprofeszor, egyetemi tanár. Az Eötvös Loránd Tudományegyetem Bölcsészettudományi Kar Általános és Alkalmazott Nyelvészeti Tanszék tanszékvezető egyetemi tanára. A nyelvtudományok kandidátusa (1962), a nyelvtudományok doktora (1969).

## Életpályája
A budapesti Szent István Gimnáziumban érettségizett 1948-ban. 1951–1955 között az Eötvös Loránd Tudományegyetem Bölcsészettudományi Kar latin–görög–magyar–történelem szakos hallgatója volt.

### Munkássága
Kutatási területe a klasszika-filológia, az 1950-es évek végétől a magyar nyelv leírása, rendszerének működése. A tanszéken kutatócsoportot vezetett. A magyar nyelv értelmező szótára szemantikai és szintaktikai feldogozására, ebből eddig 12 kötetet adtak ki.
Temetése a Rákoskeresztúri köztemetőben történt.

## Művei
- A magyar mondatformák rendszere és az esetrendszer (1966)
- The System of Hungarian Sentence Patterns (1967)
- Nyelvi rendszer és valóság (1971)
- A nyelvi mozgásformák dialektikája (1973)
- Sentence Patterns and Reality (1973)
- A jelentés szerkezete (1975)
- Jelentés-integráció (1978)
- Dialectics of the Motion Forms in Language (Budapest-Hága, 1981)
- De constructione. Történet és állapot egysége a nyelvben (1982)
- Tautologikus egységek a nyelvben. Nomen abstractum, a szerves rendszer bomlása. N(abstr.)-S (1987)
- Az ellentét szerepe a szó és a mondat jelentésében (1987)
- Szintaxis (egyetemi tankönyv, 1988, 1993)
- Nominális mondatok (1989)
- Nyelvi rendszer – palintonia (1992)

## Díjai
- Köztársasági Elnöki Aranyérem (posztumusz, 2000)[3]
- Rákoshegy díszpolgára (posztumusz, 2001)